# Scrupocellaria varians
Scrupocellaria varians är en mossdjursart som beskrevs av Walter Douglas Hincks 1882. Scrupocellaria varians ingår i släktet Scrupocellaria och familjen Candidae. Inga underarter finns listade i Catalogue of Life.